# 赤坂今井墳墓
赤坂今井墳墓（あかさかいまいふんぼ）は、京都府京丹後市峰山町赤坂にある弥生時代後期末の墳丘墓である。国の史跡に指定されている。

## 概要

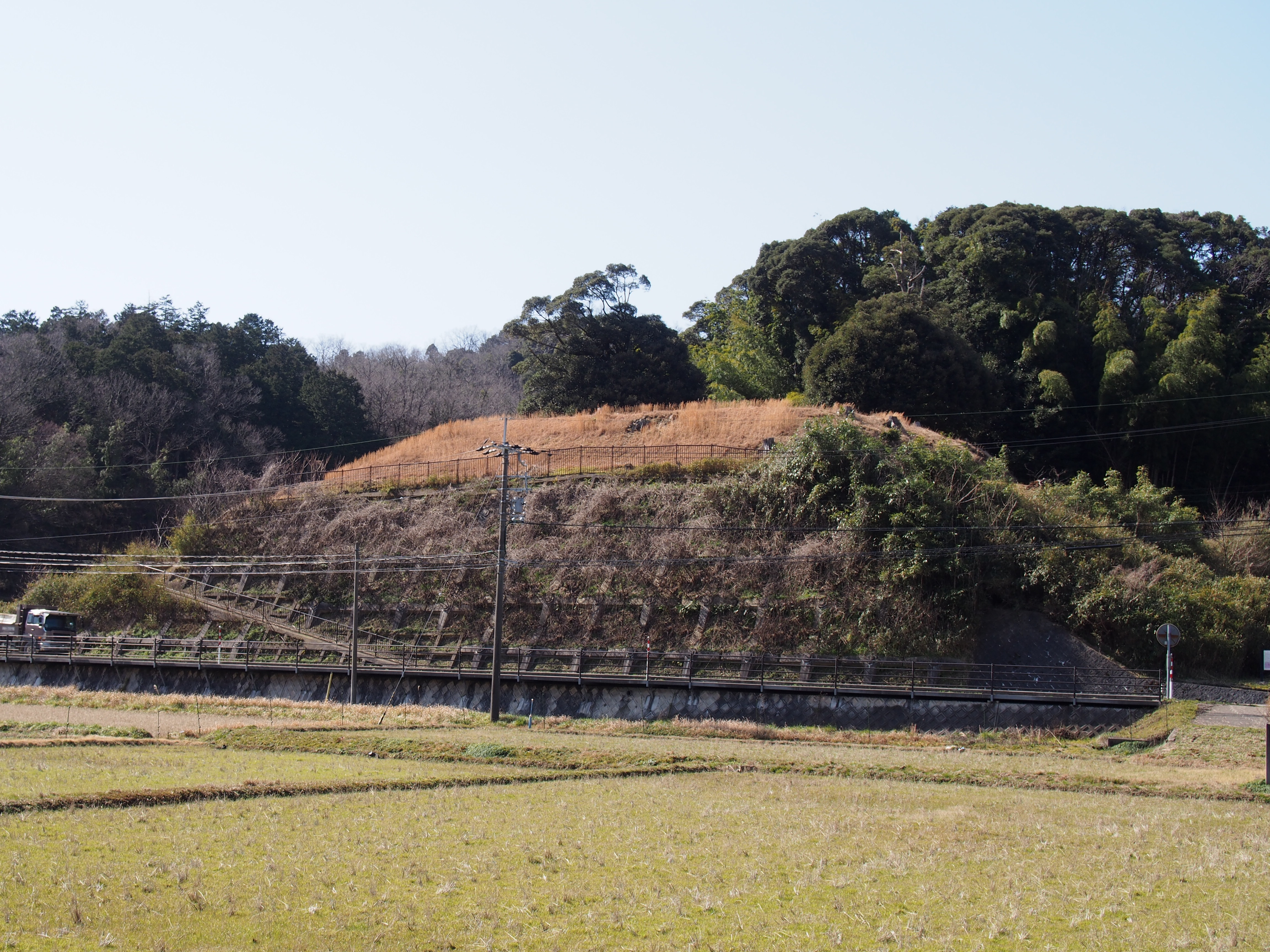
東側からみた赤坂今井墳墓

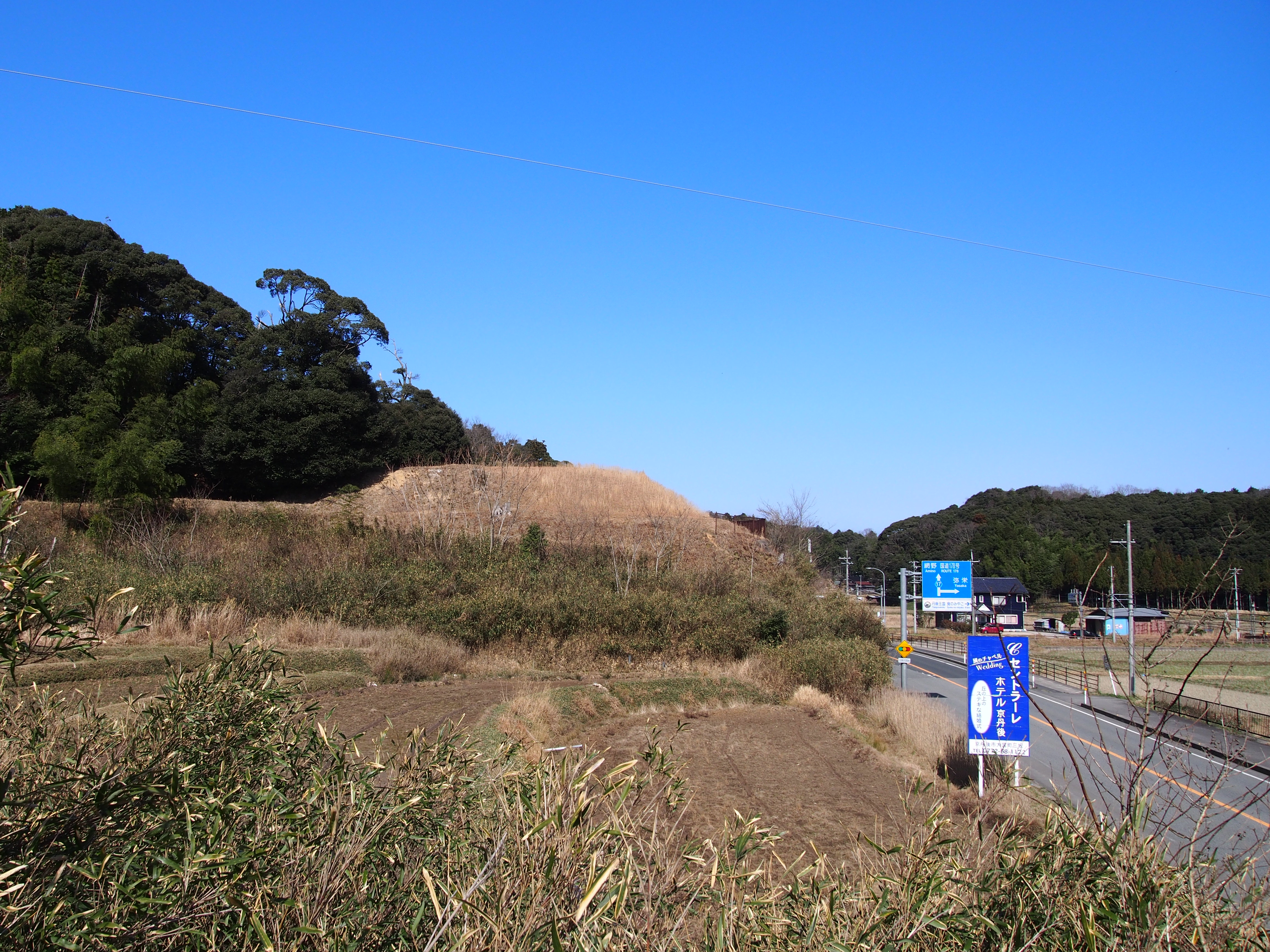
南側からみた赤坂今井墳墓

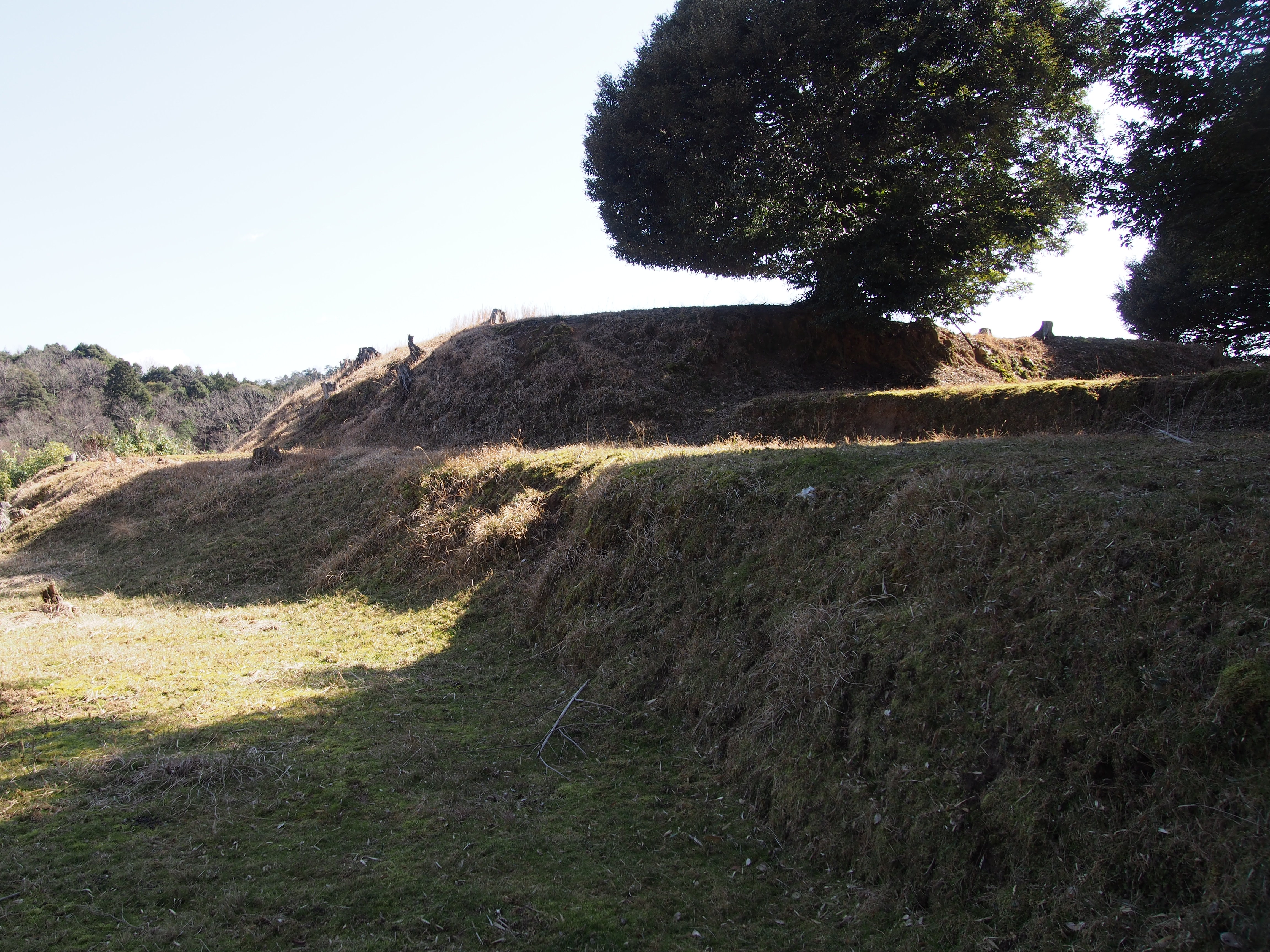
北西側のテラス

福田川と竹野川の分水嶺付近、中郡盆地から網野町方面に抜ける細い谷を見下ろす丘陵上に立地する。西から伸びる丘陵尾根の先端部に大規模な土地改変を施し築造された截頭方錐形の墳丘墓（台状墓）である。墳丘の規模は、底辺が南北39メートル・東西36メートル・高さ4メートルで、墳頂部に南北27メートル・東西25メートルの平坦面を持つ。墳丘裾の西側は尾根高所との境に地山削出によって幅9メートルのテラス状平坦面を設け、盛土によって北・東・南側に幅6メートルのテラス状平坦面が造りだされている。
埋葬施設は、墳頂部の平坦面に6基、墳丘裾の平坦面に19基（北側11基・西側3基・南側1基・東側4基）が確認されている。遺構保存のため、完掘された埋葬施設は11基に留まる。棺の形態は、船底状木棺3基（うち墳頂部2基）、組合式箱型木棺6基（うち墳頂部1基）、土壙墓3基、土器棺1基である。中心埋葬は、南北14メートル・東西10.5メートルの方形墓壙を持つ墳頂部平坦面の第1埋葬とみられ、棺は長軸7メートル短軸2メートルの船底状木棺と推定されているが、棺内は調査されていない。頭飾りが出土したことで著名な第4埋葬や第2・3埋葬は、第1埋葬と切り合い関係にあり、第1埋葬が初葬であったと考えられる。第1埋葬の西辺には、葬送儀礼に伴うと考えられている柱穴が南北に4基並んでいる。
第1埋葬の墓壙上で出土した土器から、弥生時代後期末に築造されたと考えられる。また、チョコレート色の胎土に角閃石を含む壺（河内・生駒西麓産、もしくは讃岐・香東川下流域産）、被籠状突帯壺（東海～関東地方）など、多くの他地域からの搬入土器が出土した。
第1埋葬を切り込んで構築された第4埋葬からは、頭飾りと垂飾具（耳飾り）が被葬者に装着された状態で出土した。頭飾りは、碧玉（緑色溶結凝灰岩）製管玉・緑色の鉛バリウムガラス製勾玉・青色の鉛バリウムガラス製管玉で構成されていた。青色の鉛バリウムガラス管玉の着色要因として、古代中国の顔料「漢青」（en:Han purple and Han blue、ケイ酸銅バリウム）が使用されていた。第4埋葬の棺底部中央には、三重県・丹生鉱山産の辰砂から調製された朱が敷きつめられていた。

## 発掘と保存の歴史
京都府道17号網野峰山線の拡幅工事が計画され、開発区域内に中世山城の今井城が含まれていたことから、平成10年度(第1次調査)・11年度(第2次調査)の2箇年で事前調査が実施された。その結果、山城の主郭と想定されていた方形土壇が、弥生時代後期末の巨大な墳丘墓であることが判明した。また、長軸14メートルの巨大な中心埋葬を始め、墳頂部および周辺平坦面で計13基の埋葬施設が確認された。
新たに発見された遺跡は、地名(字赤坂小字ケビ・今井)から赤坂今井墳丘墓と命名された。京都府は、道路工事の工法を変更することで、遺跡を現地保存することを決定した。峰山町は、史跡指定と史跡公園の整備に向けて、平成11年度中に遺跡地の大部分の公有地化を終えた。
峰山町は京都府・文化庁から遺跡の重要性と範囲を明確にするよう指導を受けたことで、平成12年度から平成15年度までの4箇年で範囲確認調査（第3次～第6次調査）を実施した。
2007年（平成19年）7月26日には国の史跡に指定された。2010年（平成22年）3月23日には出土品が京都府指定文化財に指定された。

## 文化財

### 国の史跡
- 赤坂今井墳墓 - 2007年（平成19年）7月26日指定[15]。

### 京都府指定文化財
- 有形文化財
  - 赤坂今井墳墓出土品 一括（考古資料） - 明細は以下[16]。丹後古代の里資料館保管。2010年（平成22年）3月23日指定[17]。
    - 玉類（頭飾り・垂飾具） 一括 - 勾玉30個以上、管玉182個以上。
    - 土器 残欠共 一括
    - 鉄剣 1点
    - 鉄刀 1点
    - 鉄鉇 7点
    - 鉄鏃 1点
    - 石杵 1点